# Bopyrissa wolffi
Bopyrissa wolffi är en kräftdjursart som beskrevs av Clements Robert Markham 1978. Bopyrissa wolffi ingår i släktet Bopyrissa och familjen Bopyridae. Inga underarter finns listade i Catalogue of Life.